# Колчакова, Люба
Люба Христова Колчакова (болг. Люба Христова Колчакова; 22 марта 1927, Анкара, Турция — 4 декабря 2012, Черноморец, Болгария) — болгарская артистка балета, балетмейстер. Одна из первых профессиональных балерин Болгарии. Лауреат Димитровской премии (1952). Почётный гражданин города Бургас.

## Биография
Родилась в семье архитектора. После смерти отца от брюшного тифа семья вернулась в Болгарию.
В детстве занималась у балетмейстера, одного из основоположников болгарского балета А. Петрова. В 1946 году окончила Музыкальную гимназию в Софии. В том же году была принята в кордебалет Софийской оперы. Выступала с 1940-х по 1960-е годы. До 1967 года — ведущая танцовщица, прима-балерина Болгарского национального театра оперы и балета в Софии.

## Избранные партии
- Мирта («Жизель»)
- Тао Хоа (Димитровская премия, 1952);
- Лауренсия (о. п. Крейна);
- Одетта-Одиллия, Жизель;
- Яна («Змей и Яна» Манолова),
- Румяна («Хайдуцкая песня» Райчева) и др.

В 1953—1954 годах совершенствовала своё мастерство в СССР в Ленинграде и Москве, в том числе у М. Плисецкой. Выезжала на гастроли в Италию, Польшу, Турцию, КНР, Румынию и др.
С 1950 года преподавала классический танец в Государственном хореографическом училище.